# 기장 금산사 산신도
기장 금산사 산신도(機張 金山寺 山神圖)는 부산광역시 기장군 장안읍 오리에 있는 조선시대의 산신도이다. 2015년 5월 20일 부산광역시의 문화재자료 제85호로 지정되었다.

## 개요
금산사 산신도는 깊은 산골짜기 넓은 반석(盤石) 위의 산신이 도인에 가까운 수염 난 할아버지의 모습으로 화면 중심에 호랑이를 거느리고 앉아 있는 조선 후기의 전형적인 산신도이다.
호랑이에게 편안하게 기대어 앉아 있는 산신은 몸집이 크게 그려졌으며 온통 백발의 눈썹과 긴 수염이 얼굴을 가렸고, 벗겨진 머리 뒤편에 두건이 아슬아슬하게 걸려 있다.
배경으로는 산수와 소나무, 구름, 공양물(供養物)을 든 작은 동자가 나타나며 낮은 괴석(塊石)과 지상의 공간을 2단으로 처리하였다. 소나무의 솔잎 사이로 상서로운 흰 구름이 일직선으로 흐르고 있고 공양물을 받쳐 든 두 명의 동자(童子)가 호랑이 뒤편으로 서 있다.
동자는 신격화된 산신의 권위를 묘사하기 위해 산신보다 훨씬 적게 묘사하였는데, 두 갈래로 묶은 종종머리 혹은 뒤로 빗어 넘긴 얼굴은 앳돼 보이며, 공양물은 두 명 모두 다자다손(多子多孫)과 번영의 상징으로 씨앗이 많은 석류와 유자를 받쳐 들고 있다.
이 작품은 산신의 인물 묘사와 자세, 익살스런 호랑이의 표현 및 동자상이 어우러진 안정된 화면 구성과 유연한 필치 등 화격(畵格)이 뛰어난 편이며, 진한 붉은색, 군청, 녹청을 사용하고 부분적으로 먹과 연백을 가미하여 주인공인 산신을 강조한 점이 특징이다.
금산사 산신도는 조성 기문(記文)을 통해 1856년이라는 정확한 제작년도를 알 수 있는 작품으로, 19세기 산신도 중 비교적 조성 시기가 빠르고, 화풍과 도상(圖上)도 우수한 작품에 속하여 19세기 불화 연구에 자료적 가치가 높은 문화재이다.

## 참고 자료
- 금산사 산신도 - 국가유산청 국가유산포털